# Nordfinlands regionsforvaltning
Nordfinlands regionsforvaltning (svensk:  Norra Finlands regionförvaltningsverk eller Regionförvaltningsverket i Norra Finland, finsk: Pohjois-Suomen aluehallintovirasto) er den regionale statsforvaltning, der ligger næstlængst mod nord i Finland. Dette betyder, at Laplands regionsforvaltning er den nordligste regionsforvaltning.
Den 1. januar 2010 blev Uleåborgs len nedlagt, og lenets hidtidige opgaver blev delt mellem Nordfinlands regionsforvaltning og de nyoprettede Erhvervs-, trafik- og miljøcentraler. 

## Geografisk område
Regionsforvaltningens hovedkontor ligger i Uleåborg. 
Regionsforvaltningen dækker følgende landskaber (svenske navne i parentes): 
- Kainuu (Kajanaland)
- Pohjois-Pohjanmaa (Norra Österbotten)

De største byer i regionsforvaltningens område er: 
- Oulu (Uleåborg), Kajaani (Kajana), Raahe (Brahestad), Kuusamo.

## Erhvervs-, trafik- og miljøcentraler
En Erhvervs-, trafik- og miljøcentral (svensk: närings-, trafik- och miljöcentralen (ntm-centralen, ntm), finsk: elinkeino-, liikenne- ja ympäristökeskus (ely-keskus, ely)) har tre ansvarsområder. Det er:
- erhverv, arbejdskraft, kompetencer og kultur
- trafik og infrastruktur
- miljø og naturressourcer

Centralen i Uleåborg (Norra Österbotten) tager sig af alle tre ansvarsområder, mens centralen i Kajana (Kajanaland) har to områder. Ylivieska (mod syd i Norra Österbotten) har et ansvarsområde. 